# Open Water
Open Water ist ein Thriller von Chris Kentis über ein Paar, das bei einem Tauchausflug auf offener See vergessen wird. Die Handlung basiert grob auf dem Schicksal des US-Ehepaars Tom und Eileen Lonergan, das am 25. Januar 1998 bei einem Tauchgang am Great Barrier Reef vor Queensland, Australien von seinem Tauchboot vergessen und nie mehr gefunden wurde.

## Handlung
Daniel Kintner und Susan Watkins verbringen als junges Pärchen ihren ersten gemeinsamen Urlaub in der Karibik. Dort unternehmen die beiden auf einem Boot einen Tauchausflug, in dessen Verlauf das Paar durch einen Irrtum des Kapitäns – zwei andere Teilnehmer werden doppelt gezählt – vergessen wird. Während das Boot mit dem Rest der Tauchgruppe ohne sie zum Hafen zurückfährt, glauben Susan und Daniel noch immer an ein unglückliches Missverständnis, das sich bald zum Guten wenden wird. Als ihnen nach einigen Stunden klar wird, dass sie auf sich allein gestellt sind, beginnt zunächst ein Streit darüber, wer an dieser misslichen Lage die Schuld trägt. Alte Animositäten und längst verdrängte Ereignisse zwischen den beiden tauchen wieder auf. Doch dann wird es dunkel, und der Glaube an eine baldige Rettung weicht Panik und Hoffnungslosigkeit, lauern neben Kälte und Durst doch auch noch Haie in den Tiefen des Wassers. 
Während der Odyssee wird Daniel von Haien verletzt und erliegt seinen Verletzungen. Susan hält zunächst seinen toten Körper, dann lässt sie ihn auf dem Wasser treiben, woraufhin er von den Haien unter Wasser gezogen und gefressen wird. Währenddessen wird die Abwesenheit von Susan und Daniel bemerkt. Ein Helikopter naht, Rettungsschiffe laufen aus dem Hafen aus, doch die Situation wird hoffnungslos: Susan sieht bereits zahlreiche Haie um sich schwimmen. Sie entledigt sich ihrer Ausrüstung und lässt sich unter die Wasseroberfläche gleiten.
In der letzten Szene wird ein getöteter Hai zerlegt. In seinem Magen findet man die wasserdichte Kamera des Paares.

## Ausstrahlung in Deutschland
Der Film wurde als deutsche Free-TV-Premiere am 18. August 2006 auf ProSieben erstausgestrahlt. In der werberelevanten Zielgruppe lag der Marktanteil bei 18,0 Prozent. Insgesamt schauten 2,39 Millionen Zuschauer bei 9,1 Prozent Marktanteil zu.

## Kritiken
- Kevin Thomas schrieb in der Los Angeles Times vom 6. August 2004, dass der Thriller „mit Sachkenntnis gemacht“ („expertly made“) und realistisch sei.[4]

- Desson Thomson schrieb in der Washington Post vom 6. August 2004, dass der für 30.000 US-Dollar gedrehte Independentfilm realistisch sei. Die Aufnahmen seien in den Wassern der Karibik gemacht worden, in denen zahlreiche Haie lebten. Dem Regisseur gelinge es jedoch nicht, Zuneigung der Zuschauer für Susan und Daniel zu erzeugen. Die Dialoge würden zum Teil gestellt wirken, die Beziehung wirke banal. Die Darstellungen seien mit den schlechten Darstellungen in Blair Witch Project vergleichbar.[5]

- Das Lexikon des internationalen Films schreibt, der Film scheitere an „schlechter Personenzeichnung, flacher Dramaturgie und spannungsarmer Erzählweise“.[6]

## Auszeichnungen
Blanchard Ryan gewann 2005 den Saturn Award, der Film wurde als Bester Horrorfilm für den gleichen Preis nominiert.

## Hintergrund
- Der Film Open Water 2 (im Original: Open Water 2: Adrift), der 2006 in deutschen Kinos anlief, steht inhaltlich in keinem Zusammenhang zu diesem Film und hatte ein bereits vor Erscheinen dieses Films verfasstes Drehbuch; die Verleiher wollten nur aus Werbegründen an den Erfolg von Open Water anknüpfen. 2017 folgte mit Open Water 3 – Cage Dive eine erneute Fortsetzung, die jedoch ebenfalls nicht an den Vorgänger anschließt.
- Die Produktionskosten werden in der IMDb mit ca. 130.000 US-Dollar, in der Kritik von Desson Thomson in der Washington Post mit ca. 30.000 US-Dollar angegeben.[7] Der Film nahm ca. 55 Millionen Dollar ein.[8]
- Die Nachnamen der Protagonisten, Watkins und Kintner, sind eine Reminiszenz an Peter Benchleys Roman Der weiße Hai. Dort tragen zwei Opfer des Hais dieselben Nachnamen.